# Los Andes de Zapata
Los Andes de Zapata är en ort i Mexiko.   Den ligger i kommunen Acacoyagua och delstaten Chiapas, i den sydöstra delen av landet, 800 km sydost om huvudstaden Mexico City. Los Andes de Zapata ligger 424 meter över havet och antalet invånare är 118.
Terrängen runt Los Andes de Zapata är kuperad åt sydväst, men åt nordost är den bergig. Runt Los Andes de Zapata är det ganska tätbefolkat, med 90 invånare per kvadratkilometer. Närmaste större samhälle är Escuintla, 7,2 km söder om Los Andes de Zapata. I omgivningarna runt Los Andes de Zapata växer i huvudsak städsegrön lövskog.